# Upravna zona 1 (Afar)
Upravna zona 1 je jedna od pet zona regije Afar u Etiopiji; nijedna od zona Afara nema ime. Ova zona graniči na jugu s Upravnom zonom 3, na jugozapadu s Upravnom zonom 5, na zapadu s regijom Amhara, na sjeverozapadu s Upravnom zonom 4 i 2, na sjeveru s Eritrejom, a na istoku s Džibutijem.
Najveći grad Zone 1 je Asaita. 
Prema podacima Središnje statističke agencije 2005. godine, ova zona je imala procjenjenih 415.431 stanovnika, od čega 232.969 muškaraca i 182.462 žena; 61.965 ili 14,9% stanovništva živi u gradovima. Podaci za gustoću stanovništva ove zone nisu dostupni.

## Worede
- Afambo
- Asayita
- Chifra
- Dubti
- Elidar
- Mille